# Thysanomitrion flexuosum
Thysanomitrion flexuosum là một loài Rêu trong họ Dicranaceae. Loài này được (Hedw.) Arn. miêu tả khoa học đầu tiên năm 1827.